# アフロ・セミノール語
アフロ・セミノール語(Afro-Seminole Creole)は、アメリカ合衆国のテキサス州ブラッケットヴィル(Brackettville)と、メキシコのコアウイラ州ナシメント・デ・ロス・ネグロス(Nacimiento de los Negros)で話される、英語をベースにしたクレオール言語である。アフロ・セミノール語の話者の数はおよそ200人である。アフロ・セミノール語には公式の機関はない。アメリカ合衆国のジョージア州とサウスカロライナ州の大西洋沿岸の群島で話されるガラ語(Gullah language)と関係している。